# Lewis (condado de Lewis, Nueva York)
Lewis es un pueblo en el condado de Lewis, Nueva York, Estados Unidos. En el censo de 2000 la población era de 857 personas. El pueblo recibe su nombre por el del condado, nombrado a su vez por el gobernador Morgan Lewis. 
El Pueblo de Lewis está situado en el lado sur del condado y al norte de Rome. 
La mayoría de la población vive en la parte sur del pueblo.